# Julija Trofimowa
Julija Trofimowa (russisch Юлия Трофимова; * 27. März 1978 in Kaluga) ist eine russische Filmregisseurin und Drehbuchautorin.

## Leben
Julija Trofimowa wurde 1978 in Kaluga rund 190 km südwestlich von Moskau geboren. Im Alter von 16 Jahren zog sie nach Moskau, studierte Wirtschaftswissenschaften an der Lomonossow-Universität Moskau, machte dort 2001 ihren Abschluss und arbeitete 10 Jahre als Strategieberaterin.
Später veränderte Trofimowa ihren beruflichen Fokus und machte im Jahr 2017 ihren Abschluss als Drehbuchautorin an der New York Film Academy und studierte Film an der Moscow Film School. Im Jahr 2018 stellte sie ihr Regiedebüt vor, den Kurzfilm The Narrator. Die Premiere ihres Langfilmdebüts Strana Sascha erfolgte im Februar 2022 bei den Filmfestspielen in Berlin, wo der Film in der Sektion Generation gezeigt wurde.

## Filmografie
- 2018: The Narrator (Kurzfilm)
- 2019: Tramvai (Kurzfilm)
- 2020: Pyat minut na lyubov (Kurzfilm)
- 2022: Strana Sascha

## Auszeichnungen
Internationale Filmfestspiele Berlin
- 2022: Nominierung als Bester Film in der Sektion Generation 14plus (Strana Sascha)